# 채규항 (1892년)
채규항(蔡奎恒, 1892년 ~ ?)은 일제강점기의 관료이다.

## 생애
충청남도 공주군 출신이다. 1912년에 예산공립농업학교의 전신인 도립 공주농림학교를 졸업하였고, 1914년에 문관보통시험에 합격하면서 조선총독부 관리가 되었다.
1916년에 군서기로 임명된 이래, 충청도 지역의 보령군, 공주군, 연기군에서 재직하였고, 천안군과 청양군에서는 서무주임을 맡았다. 1934년에는 군수로 승진하여 청양군에 발령받았다.
청양군수로 재직 중이던 1935년에 조선총독부가 편찬한 《조선공로자명감》에는 조선인 공로자 353명 중 한 명으로 수록되어 있다. 이 책자에는 “성심성의를 다하는 사람이며 착실하게 지위를 지켜 1935년 현재의 지위를 얻었다.”라는 인물평도 실려 있다.
농촌 지역에 근무하면서 군농회와 협력하여 농사 개량에 전력하는 등 공이 크고, 조선총독부의 시책인 단발 장려하기, 마을마다 일장기 게양대 설치하기, 여성들에게 근로복 보급하기 등의 여러 사업에서 좋은 성적을 보였다. 1933년 훈8등 서보장을 수여받는 등 1934년을 기준으로 종7위 훈7등에 서위되어 있었다.
2008년 공개된 민족문제연구소의 친일인명사전 수록예정자 명단 가운데 관료 부문에 포함되었다.

## 참고자료
- 채규항(蔡奎恒) - 국사편찬위원회